# U.S. Route 79
Pour les articles homonymes, voir Route 79.
La U.S. Route 79 (US 79) est une US Route dans le sud des États-Unis. La route est officiellement identifiée comme une route sud–nord, mais son tracé est davantage une diagonale du sud-ouest au nord-est. Le terminus sud (sud-ouest) de la rotue est à Round Rock, Texas, à un échangeur avec l'I-35, dix miles (16 km) au nord d'Austin. Son terminus nord (nord-est) est à Russellville, Kentucky, à une intersection avec la US 68.

## Description du tracé
|       | mi  | km    |
| ----- | --- | ----- |
| TX    | 272 | 437   |
| LA    | 88  | 142   |
| AR    | 258 | 416   |
| TN    | 210 | 338   |
| KY    | 27  | 43    |
| Total | 855 | 1 376 |

### Texas

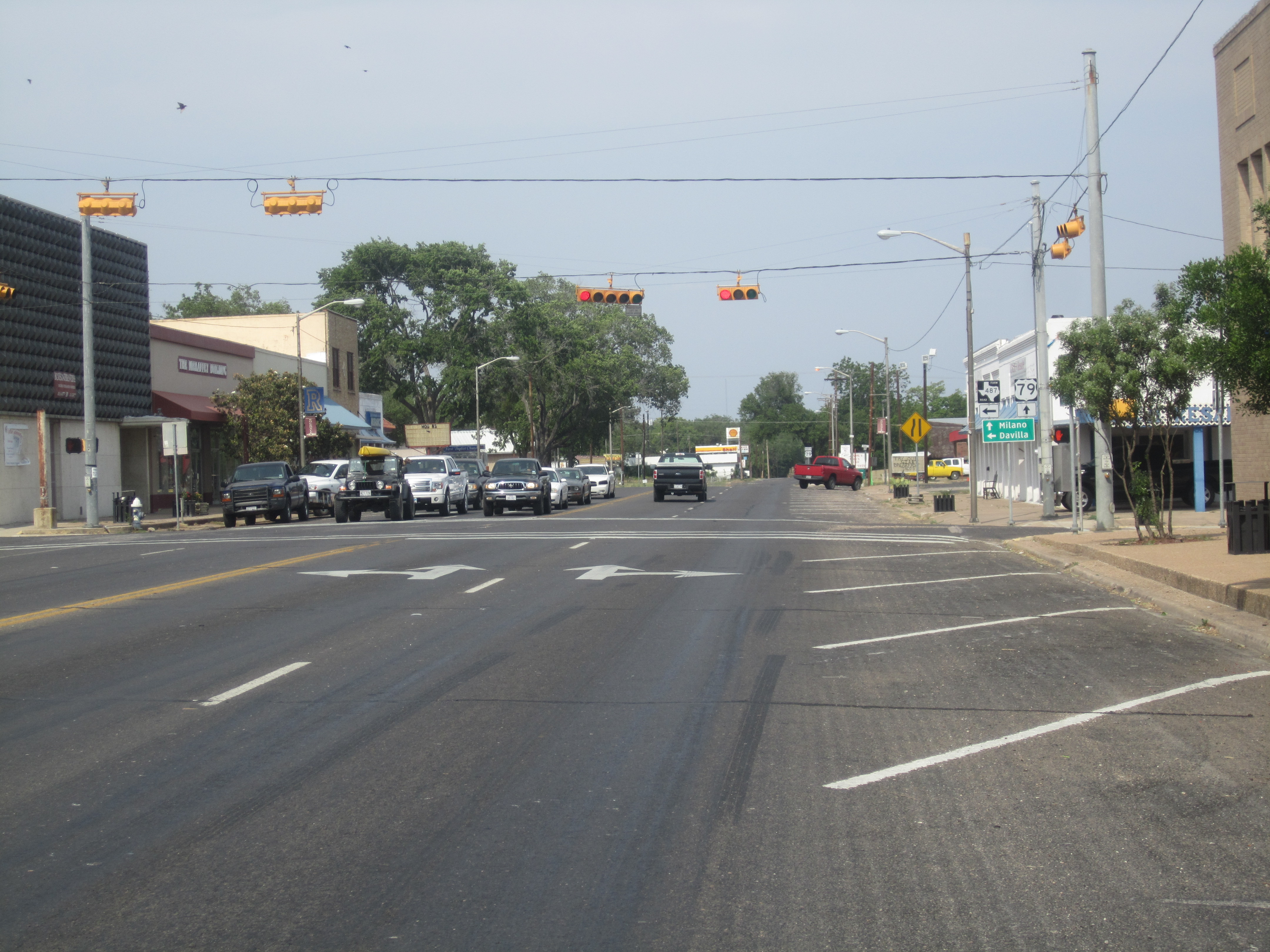
US 79 à Rockdale, TX

La US 79 débute à un échangeur avec l'I-35 au nord d'Austin à Round Rock. La route se dirige vers l'est et passe par Hutto et Taylor jusqu'à Rockdale, où elle croise la US 77. À Milano, la US 79 bifurque vers le nord-est et forme un multiplex avec la US 190 jusqu'à Hearne. La route continue en passant par Franklin et Jewett avant d'atteindre Buffalo, où elle rencontre l'I-45. La route forme ensuite un court multiplex avec la US 84 entre Oakwood et Palestine. La route continue vers le nord-est en passant par Jacksonville et Henderson. Elle se dirige alors vers l'est et passe par Carthage avant de reprendre un tracé vers le nord-est jusqu'à la frontière avec la Louisiane.

### Louisiane
La US 79 rejoint la US 80 près de Greenwood peu après être entrée dans l'état. Les deux routes traversent Shreveport. La US 79 / US 80 traverse la Rivière Rouge et continue à Bossier City. La route est parallèle à l'I-20 jusqu'à Minden, endroit où la US 79 et la US 80 se séparent. La US 79 prend alors la direction nord-est vers Homer. À Homer, la route reprend un tracé vers le nord en passant par Haynesville avant de traverser la frontière de l'Arkansas environ sept miles (11 km) au sud d'Emerson.

### Arkansas
La US 79 continue vers le nord depuis la Louisiane et passe par Emerson et Magnolia, où elle forme un court multiplex avec la US 82 dans la ville. Depuis là, la route bifurque vers le nord-est en passant par Camden et Fordyce. À l'est de Kingsland, la route reprend un tracé vers le nord alors qu'elle approche de la région métropolitaine de Pine Bluff. À Pine Bluff, la US 79 rejoint l'I-530 et contourne la ville. Alors que l'autoroute prend fin, la US 79 et la US 63, lesquelles sont en multiplex, quittent la ville par le nord. Les routes demeurent en multiplex jusqu'à Stuttgart. La US 79 continue ensuite vers l'est et le nord-est en passant par Marianna et Hughes avant de tourner vers le nord à un échangeur avec l'I-40 près de Jennette. La US 79 rejoint l'I-40 et les routes demeurent en multiplex jusqu'à la jonction avec l'I-55 sud à West Memphis. La US 79 rejoint alors l'autoroute et traverse le fleuve Mississippi pour entrer à Memphis, au Tennessee.

### Tennessee
La US 79 entre à Memphis en multiplex avec l'I-55 / US 64 / US 70 et les US Routes quittent rapidement l'autoroute. Elles empruntent E.H. Crump Boulevard vers l'est, Third Street vers le nord pour traverser le centre-ville de Memphis (avec Second Street en direction sud), Union Avenue vers l'est, East Parkway vers le nord et Summer Avenue vers l'est. À l'intersection avec Stage Road à Bartlett, la US 79 continue en multiplex avec la US 70 sur Summer Avenue alors que la US 64 se sépare des routes.
La US 70 / US 79 se poursuit en multiplex vers le nord-est jusqu'à Brownsville. À partir de là, la US 79 continue seule vers le nord-est. Elle contourne Humboldt et passe par McKenzie et Paris. Elle continue vers le nord-est et atteint le lac Kentucky (rivière Tennessee). Elle traverse le cours d'eau et forme la limite sud de l'aire récréative Land Between the Lakes. Elle se continue ensuite vers l'est et passe par Dover et Clarksville. Après avoir traversé Clarksville, la US 79 continue vers le nord-est et atteint la frontière avec le Kentucky.

### Kentucky
La US 79 entre au Kentucky à l'ouest de Guthrie. Elle suit un tracé vers le nord-est dans le comté de Logan et atteint Russellville. Elle traverse la ville et prend fin à la jonction avec la US 68 à l'est de la ville.

## Intersections majeures
Texas
 I-35 à Round Rock
 US 77 à Rockdale
 US 190 à Milano. Les routes forment un multiplex jusqu'à Hearne.
 I-45 à Buffalo
 US 84 au nord-est d'Oakwood. Les routes forment un multiplex jusqu'à Palestine.
 US 287 à Palestine
 US 69 à Jacksonville
 US 259 à Henderson. Les routes forment un multiplex dans la ville.
 US 59 au nord de Carthage. Les routes forment un multiplex jusqu'à Carthage.
Louisiane
 US 80 à Greenwood. Les routes forment un multiplex jusqu'à Minden.
 I-20 à Greenwood
 US 171 à Shreveport
 I-20 à Shreveport
 US 71 à Shreveport
 I-220 à Bossier City
 US 371 à Dixie Inn
Arkansas
 US 82 à Magnolia. Les routes forment un multiplex dans la ville.
 US 278 à Camden. Les routes forment un multiplex jusqu'au nord-est de Camden.
 US 167 au nord-est de Thornton. Les routes forment un multiplex jusqu'à Fordyce.
 I-530 / US 65 à Pine Bluff. Les routes forment un multiplex dans la ville.
 US 63 à Pine Bluff. Les routes forment un multiplex jusqu'à Stuttgart.
 US 425 à Pine Bluff
 US 165 au nord de Stuttgart
 US 49 au nord-ouest de Blackton
 US 70 au sud de Jennette
 I-40 / US 63 au sud de Jennette. Les routes forment un multiplex jusqu'à West Memphis.
 I-55 / US 61 / US 64 à West Memphis. L'I-55 / US 61 / US 79 forment un multiplex jusqu'à Memphis, Tennessee. La US 64 / US 79 forment un multiplex jusqu'aux limites entre Memphis et Bartlett, Tennessee.
 US 70 à West Memphis. Les routes forment un multiplex jusqu'à Brownsville, Tennessee.
Tennessee
 US 78 à Memphis. Les routes forment un multiplex dans la ville.
 US 51 à Memphis. Les routes forment un multiplex dans la ville.
 I-69 / I-240 à Memphis
 US 72 à Memphis. Les routes forment un multiplex dans la ville.
 I-40 à Memphis
 I-269 à Arlington
 US 412 à Bells
 US 45W à Humboldt
 US 45E à Milan
 US 641 à Paris
 I-24 à Clarksville
Kentucky
 US 41 à Guthrie
 US 431 à Russellville
 US 68 à Russellville